# Andreas Wlasak
Andreas Wlasak (* 1964) ist ein deutscher Designer.

## Leben
Andreas Wlasak, der als Sohn österreichischer Eltern in der Nähe von Stuttgart geboren wurde, besuchte nach seiner Schulzeit die Hochschule für Gestaltung Schwäbisch Gmünd. Mit 25 Jahren fand er seine erste Anstellung bei einer kleinen Designagentur in Bron (Frankreich). Ab Juli 1993 arbeitete er bei Whirlpool in Varese (Italien), wo er zunächst für das Design der Spülmaschinen zuständig war. Im Jahr 1999 wechselte er zu Johnson Controls in Leverkusen und 2003 wurde er von Faurecia als Chefdesigner angestellt. Dort ist er inzwischen zum Vizepräsidenten aufgestiegen.